# Emily Bensted
Emily Bensted (27 de octubre de 1986) es una deportista australiana que compitió en judo. Ganó tres medallas en el Campeonato de Oceanía de Judo entre los años 2003 y 2010.

## Palmarés internacional
| Campeonato de Oceanía | Campeonato de Oceanía        | Campeonato de Oceanía | Campeonato de Oceanía |
| Año                   | Lugar                        | Medalla               | Categoría             |
| --------------------- | ---------------------------- | --------------------- | --------------------- |
| 2003                  | Suva (Fiyi)                  | Medalla de oro        | –52 kg                |
| 2008                  | Christchurch (Nueva Zelanda) | Medalla de bronce     | –63 kg                |
| 2010                  | Canberra (Australia)         | Medalla de bronce     | –57 kg                |